# Parasauleia trjapitzini
Parasauleia trjapitzini är en stekelart som beskrevs av Hoffer 1968. Parasauleia trjapitzini ingår i släktet Parasauleia och familjen sköldlussteklar. Inga underarter finns listade i Catalogue of Life.